# Iglesia de San Pedro Apóstol (Alcantarilla)
La Iglesia Parroquial de San Pedro Apóstol se trata de una de las iglesias más emblemáticas del municipio de Alcantarilla en Murcia

## Historia
La Iglesia Parroquial de San Pedro Apóstol está situada en la plaza de San Pedro esquina calle Mayor. Este amplísimo y grandioso templo fue construido entre los años 60 y 70, sobre el solar de la antigua Iglesia Parroquial de San Pedro, una bellísima obra arquitectónica derribada en el año 1961. El actual templo es un edificio moderno, diseñado por el arquitecto Enrique Sancho Ruano, con diversas obras del escultor local, Anastasio Martínez; entre ellas la más destacada es el retablo expresionista del Altar Mayor, que preside el grandísimo Crucificado de 7 metros. Encontramos, también, otros motivos interesantes como la Capilla del Bautismo de la antigua iglesia del siglo XVI. Son importantes, además, las muestras artísticas del arte contemporáneo como las vidrieras policromadas del pintor alcantarillero Mariano Ballester. Destacan en el templo las pinturas de Muñoz Barberán en la capilla de Nuestra Señora del Rosario, así como la escultura, obra cumbre, del escultor contemporáneo murciano José Planes, del Cristo Yacente en su capilla, o la Capilla de la Aurora, presidida por Nuestra Señora de la Aurora, réplica de la destruida en 1936 de Francisco Salzillo. Esta elegante y amplia capilla se salvó de la destrucción del anterior templo en 1961, ya que hizo las veces de almacén de materiales.
El primer templo que se edificó fue el de San Sebastián, hacia el año 1545, que por necesidades de disponer de mayor espacio se derribó poco después de 1581. Por estas fechas se edificó el antiguo templo de San Pedro, siendo dueño de la villa Lázaro de Uxodemar que puso como titular a San Pedro Apóstol en lugar de San Sebastián. El antiguo templo de San Pedro era una bellísima obra arquitectónica que se derribó en 1961, siendo sustituida por la actual.
En un lateral, se encuentra un mural de cerámica en un lateral de la iglesia Parroquial de San Pedro Apóstol que representa a la Virgen de la Salud, patrona de Alcantarilla.

## Beato Andrés Hibernón

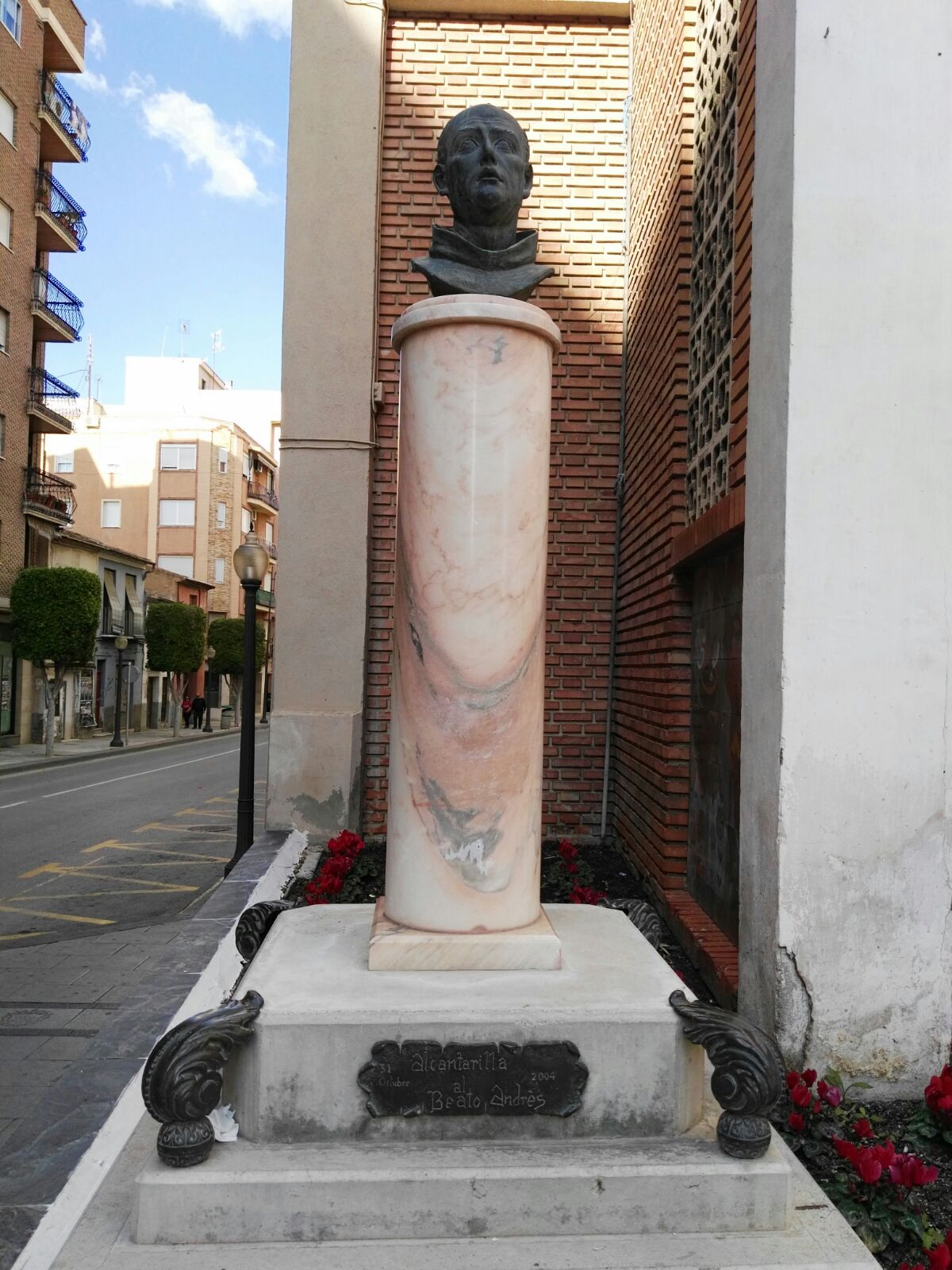
Beato Andrés Hibernón

Busto homenaje al beato Andrés Hibernón erigido el 31 de octubre de 2004 junto a la entrada principal a la iglesia Parroquial de San Pedro Apóstol. Andrés Hibernón Real nació en Murcia en 1534, días más tarde se traslada con sus padres al domicilio familiar de Alcantarilla por lo que se le considera, a todos los efectos, vecino de esta población donde residió hasta los catorce años de edad. A los veintitrés años ingresó en la Orden Franciscana y fue beatificado el 25 de mayo de 1791 por el Papa Pío VI. Murió en Gandía el 18 de abril de 1602.